# Shmuel Rosenthal
Shmuel Rosenthal (hebreo: שמואל רוזנטל, también conocido como Sam Rosenthal) (nació el 22 de abril de 1947) es un exfutbolista israelí, el primero en firmar por un club europeo, el Borussia VfL 1900). También militó en el Hapoel Petah-Tikvah, Beitar Tel Aviv, Oakland Stompers y Hapoel Lod.
Fue uno de los integrantes de la selección que participó en el Mundial de México en 1970.
- Datos: Q605527
- Multimedia: Shmuel Rosenthal / Q605527